# Araguaia (telenovela)
Araguaia é uma telenovela brasileira produzida e exibida pela TV Globo de 27 de setembro de 2010 a 8 de abril de 2011, em 166 capítulos. Substituindo Escrito nas Estrelas e sendo substituída por Cordel Encantado, foi a 76ª “novela das seis” exibida pela emissora.  
Escrita por Walther Negrão, com colaboração de Jackie Vellego, Renato Modesto, Júlio Fischer, Alessandro Marson e Fausto Galvão, teve direção de Fred Mayrink, Luciano Sabino e Alexandre Klemperer. A direção geral foi de Marcelo Travesso e Marcos Schechtman, também diretor de núcleo.
Contou com as participações de Murilo Rosa, Milena Toscano, Cleo, Lima Duarte, Júlia Lemmertz, Laura Cardoso, Eva Wilma e Thiago Fragoso.
Foi a primeira trama da faixa das 18h a ser produzida em alta definição e a última a ser exibida em SDTV.
Em 2011 foi indicada ao Emmy Internacional de melhor novela.

## Enredo

### Primeira fase
No ano de 1845, durante a Revolução Farroupilha, Antonia se apaixona pelo índio Apoena. Durante um ataque a fazenda onde Antonia mora, o índio foge com ela. Antonia engravida e Apoena decide levar a amada para sua tribo, os Karuê. Lá, a índia Iarú, mulher de Apoena, descontente por perder o marido para Antonia, decide se vingar. Pede a ajuda de um xamã para lançar uma maldição sobre Apoena e Antonia: enquanto houver sangue karuê sobre a Terra, a começar por aquele menino que Antonia está dando a luz, todos os filhos homens dela e de suas futuras gerações terão morte prematura às margens do Rio Araguaia. Antes de morrer, Antonia relata essa história num caderno de receitas, que é passado de geração em geração.
Passado algumas décadas, Antoninha, descendente de Antonia e sabendo da maldição, decide dar o seu filho Fernando para a sua amiga Mariquita criar longe do Araguaia.

### Segunda fase
Muitos anos se passam e, Fernando, homem de meia idade bonito e charmoso, mas de caráter duvidoso, perde suas últimas economias, e decide, junto com sua esposa Estela, ir ao encontro do seu filho com quem teve pouco contato, Solano, em uma cidade chamada Pirenópolis. Ao chegar a cidade, Fernando descobre que sua mãe biológica está muito doente. Nem Fernando nem Solano a conhecem e, por isso, Mariquita pede que eles a acompanhem até a cidade de Girassol, às margens do Araguaia, onde mora Antoninha, para que sejam apresentados a ela.
Surpresa, mas contente por conhecer seu filho, neto e nora, Antoninha os alerta para que vão embora do Araguaia por causa da maldição. Ninguém acredita. Pouco tempo depois, Antoninha morre. Mesmo depois dos avisos de sua mãe, Fernando decide permanecer na região para herdar as terras que Antoninha deixou e vendê-las para, então, poder seguir seu rumo. Entretanto, ao descobrir que a propriedade da estância irá passar para as mãos do coronel Max como pagamento por dívidas antigas da fazendeira, Fernando resolve ir embora. Mas já é tarde: na véspera de sua partida, Fernando morre.
Solano decide se estabelecer na estância e viverá uma verdadeira paixão às margens do Araguaia, ao conhecer Manuela, filha de Max, um coronel autoritário e que manda na região e que encontra em Solano um desafeto. Não só Max, Solano enfrentará um conturbado triângulo amoroso com a madrasta Estela, moça misteriosa e que fica apaixonada pelo enteado; e inicialmente também por Vitor, rapaz rico e noivo de Manuela. E sem falar da maldição que o assola.

## Elenco
| Intérprete            | Personagem                           |
| --------------------- | ------------------------------------ |
| Murilo Rosa           | Solano Almeida Rangel                |
| Milena Toscano        | Manuela Martinez (Manu)              |
| Cleo                  | Estela Rangel / Estrela Karuê        |
| Lima Duarte           | Maximiliano Martinez (Max)           |
| Thiago Fragoso        | Vitor Vilar                          |
| Júlia Lemmertz        | Amélia Martinez                      |
| Raphael Viana         | Frederico Martinez (Fred)            |
| Suzana Pires          | Janaína Santos                       |
| Mariana Rios          | Nancy Santos                         |
| Laura Cardoso         | Maria Quitéria Almeida (Mariquita)   |
| Eva Wilma             | Beatriz Pierina Cardoso              |
| Bruna Marquezine      | Terezinha de Jesus                   |
| Luciano Scalioni      | Bruno Santos                         |
| Emílio Orciollo Netto | Nestor Tenório (Neca)                |
| Maria Joana           | Sargento Maria da Glória Mourão      |
| Otávio Augusto        | Padre Emílio                         |
| Ângelo Antônio        | Delegado Geraldo Lutti Filho         |
| Paula Pereira         | Isadora de Almeida Lutti (Dora)      |
| Juca de Oliveira      | Cabo Gabriel Cortez                  |
| Thaís Garayp          | Tereza Tenório (Terê)                |
| Nando Cunha           | Bucéfalo Almeida / Palhaço Pimpinela |
| Christovam Netto      | Marcelo Pereira / Palhaço Marreta    |
| Neuza Borges          | Ivete Valadares                      |
| Gésio Amadeu          | Cirso Simões                         |
| Tânia Alves           | Pérola Simões                        |
| Cinara Leal           | Safira Simões                        |
| Raquel Villar         | Esmeralda Simões                     |
| Nanda Lisboa          | Ametista Simões                      |
| Luisa Mell            | Cristina Gouveia (Cris)              |
| Thiago Oliveira       | Otávio Pierina Cardoso (Tavinho)     |
| Aninha Lima           | Helena Gusmão (Lenita)               |
| Turíbio Ruiz          | Ruriá Karuê                          |
| Adílson Maghá         | Eugênio (Genão)                      |
| Yunes Chami           | Mamed Mascate                        |
| João Velho            | Durval                               |
| Flávia Guedes         | Aspásia                              |
| Ricardo Castro        | Caroço                               |
| Eduardo Coutinho      | Dr. Ricardo                          |
| Luciana Carnieli      | Lurdinha                             |
| Cadu Paschoal         | Pedro de Jesus                       |
| Laura Barreto         | Madalena de Jesus                    |
| Douglas Moreira       | André de Jesus                       |
| Frederico Wolkmann    | Tomé de Jesus                        |
| Luigi Matheus         | Mateus de Jesus                      |
| Brenda Diniz          | Maria de Jesus                       |
| Roberta Piragibe      | Verônica de Jesus                    |

### Participações especiais
| Intérprete              | Personagem                 |
| ----------------------- | -------------------------- |
| Henri Castelli          | Rudy Lambertini            |
| Edson Celulari          | Fernando Rangel            |
| Regina Duarte           | Antônia Rangel (Antoninha) |
| Priscila Steinman       | Antoninha (jovem)          |
| Alice Motta             | Antônia de Jesus Rangel    |
| Diogo Oliveira          | Apoena Karuê               |
| Suyane Moreira          | Iarú Karuê                 |
| Alexandre Liuzzi        | Maciel                     |
| Bia Nunnes              | Drª. Vera                  |
| Clarice Niskier         | Irmã Dulce                 |
| Carlo Mossy             | Lauro                      |
| Cris Vianna             | Aparecida (Cida)           |
| Karina Ferrari          | Juliana                    |
| Jonas Mello             | Bispo Dom Eugênio          |
| Leona Cavalli           | Marly                      |
| Luana Tanaka            | Drª. Murakami              |
| Luiz Baccelli           | Dr. Diogo                  |
| Luiz Carlos Vasconcelos | Frei Gusmão                |
| Nana Gouvêa             | Jamila                     |
| Tereza Seiblitz         | Dolores                    |
| Thalita Ribeiro         | Jussara                    |
| Tina Kara               | Vânia                      |
| Bernardo Melo Barreto   | Gabriel (jovem)            |
| Josie Pessoa            | Antoninha (jovem)          |
| Renata Ferreira         | Mariquita (Jovem)          |
| Mellody Freire          | Estela (criança)           |
| Isabelle Marques        | Cotinha                    |
| Igor Angelkorte         | Caio                       |
| Cristiane Machado       | Helô                       |
| Marcelo Torreão         | Durval                     |
| Pablo Belini            | Hector                     |
| Paloma Riani            | Sônia                      |
| Thadeu Matos            | Lúcio                      |
| Victor Sidoni           | Alex                       |
| Victor & Léo            | Eles mesmos                |
| Daniel                  | Ele mesmo                  |

## Produção

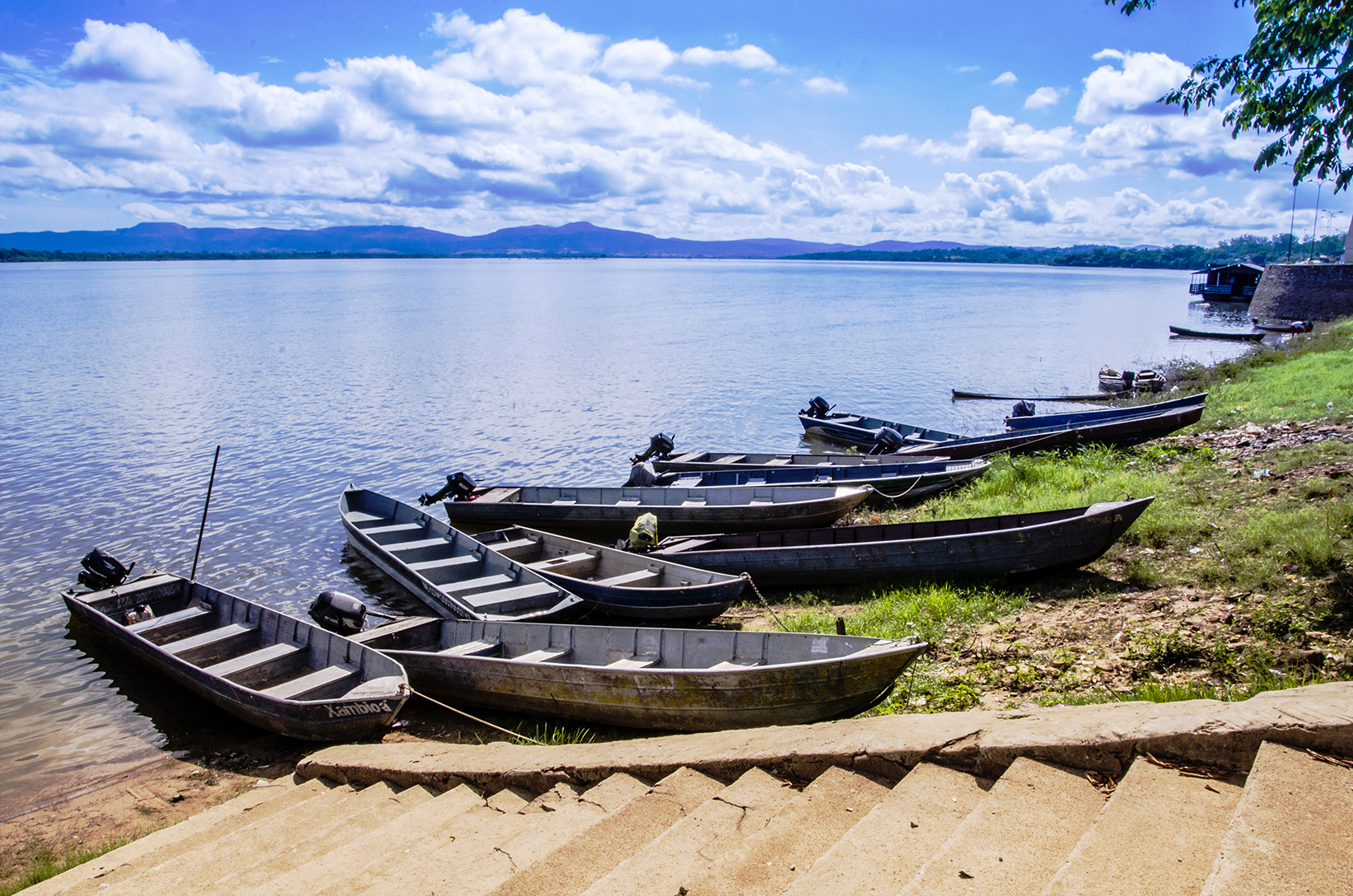
O Rio Araguaia, que deu nome à novela e onde a trama se passa, na fictícia cidade de Girassol.

Em meados de 2009 Walther Negrão entregou para a emissora a sinopse de uma nova novela, a qual foi aprovada em novembro daquele ano para entrar no ar no segundo semestre de 2010. Originalmente a trama se chamaria Girassol, nome da fictícia cidade onde a trama se passa, porém foi alterado para Araguaia em referência ao Rio Araguaia, que banhava as margens da cidade. As gravações da novela começaram em julho de 2010. Parte do elenco viajou para a cidade de São Félix do Araguaia, no Mato Grosso, para gravarem as primeiras cenas da novela.
A cidade cenográfica da novela construída dentro do Projac tinha cerca de 21.000 metros quadrados. Foram reproduzidas nela todas as belezas das paisagens próximas ao Araguaia. Toda plataforma foi construída em 45 dias.

### Escolha do elenco
Juliana Paes chegou a ser anunciada como a protagonista Manuela, porém teve que abrir mão do papel ao descobrir que estava grávida. Walther Negrão declarou que gostaria de Sthefany Brito para a personagem, uma vez que havia gostado de seu resultado em Desejo Proibido – também escrita por ele – porém a atriz havia se mudado para a Itália e não fazia mais parte do elenco da emissora. Após diversos testes, Milena Toscano, que havia tido boa repercussão como a antagonista da décima sexta temporada de Malhação, foi escolhida como protagonista. Paolla Oliveira foi convidada para interpretar a misteriosa Estela, porém recusou por já ter emendado quatro novelas na sequência sem férias, passando o papel para Cleo.

### Mudança de enredo
No decorrer da trama houve uma rejeição do público ao casal de protagonistas Solano e Manuela, tido como "sem química" e inconsistente, sendo que em janeiro de 2011 a personagem de Cleo teve o perfil alterado de antagonista para co-protagonista, fazendo par com Murilo Rosa. Já para a história de Manuela não ficar desfalcada, Henri Castelli foi incluído no elenco na mesma época como um motoqueiro que se envolve com a personagem de Milena Toscano. Além disso, Luisa Mell entrou na história como Cris, a ex-namorada de Fred, uma vez que a história do rapaz e Janaína não tinha um triângulo amoroso para render histórias mais consistentes.

## Exibição
No dia 9 de fevereiro de 2011, a novela não foi exibida devido a transmissão do amistoso entre Brasil x França, assim a novela que teria 167 capítulos, fechou com 166.[carece de fontes?]

### Exibição Internacional
| Exibição internacional         | Exibição internacional | Exibição internacional | Exibição internacional  | Exibição internacional | Exibição internacional | Exibição internacional |
| País                           | Canal                  | Título local           | Estreia                 | Final                  | Horário semanal        | Hora                   |
| ------------------------------ | ---------------------- | ---------------------- | ----------------------- | ---------------------- | ---------------------- | ---------------------- |
| Portugal                       | SIC                    | Araguaia               | 21 de março de 2011     | 11 de novembro de 2011 | Segunda a Sexta        | 23:45                  |
| Albânia                        | Top Channel            | Lumi i Fatit           | 21 de março de 2012     | 21 de setembro de 2012 | Segunda a Sexta        | 18:35                  |
| Costa Rica                     | Teletica               | Río del Destino        | 9 de abril de 2012      | 23 de agosto de 2012   | Segunda a Sexta        | 11:30                  |
| Coreia do Sul                  | TeleNovela             | 데스티니               | 15 de outubro de 2012   | 11 de junho de 2013    | Segunda a Quarta       | 22:00                  |
| França                         | RFO1                   | Araguaya               | 21 de janeiro de 2013   | 28 de junho de 2013    | Segunda a Sexta        | 18:00                  |
| Guatemala                      | Guatevisión            | Río del Destino        | 21 de fevereiro de 2013 | 12 de julho de 2013    | Segunda a Sexta        | 12:00                  |
| Argentina                      | Canal 9                | Río del Destino        | 25 de fevereiro de 2013 | 26 de julho de 2013    | Segunda a Sexta        | 14:00                  |
| El Salvador                    | TCS Canal 4            | Río del Destino        | 1 de abril de 2013      | 25 de outubro de 2013  | Segunda a Sexta        | 13:00                  |
| Uruguai                        | Teledoce               | Río del Destino        | 10 de abril de 2013     | 5 de setembro de 2013  | Segunda a Sexta        | 18:00                  |
| Cuba                           | Canal Habana           | Río del Destino        | 29 de abril de 2013     | 28 de outubro de 2013  | Seg, Ter, Qui e Sex    | 22:00                  |
| Venezuela                      | TVes                   | Río del Destino        | 1 de julho de 2013      | 22 de novembro de 2013 | Segunda a Sexta        | 21:30                  |
| França                         | France Ô               | Araguaya               | 18 de setembro de 2013  | 17 de janeiro de 2014  | Segunda a Sexta        | 12:50                  |
| Mónaco                         | France Ô               | Araguaya               | 18 de setembro de 2013  | 17 de janeiro de 2014  | Segunda a Sexta        | 12:50                  |
| Bélgica                        | France Ô               | Araguaya               | 18 de setembro de 2013  | 17 de janeiro de 2014  | Segunda a Sexta        | 12:50                  |
| Luxemburgo                     | France Ô               | Araguaya               | 18 de setembro de 2013  | 17 de janeiro de 2014  | Segunda a Sexta        | 12:50                  |
| Suíça                          | France Ô               | Araguaya               | 18 de setembro de 2013  | 17 de janeiro de 2014  | Segunda a Sexta        | 12:50                  |
| Nicarágua                      | Canal 4                | Río del Destino        | 4 de março de 2014      | 8 de agosto de 2014    | Segunda a Sexta        | 21:00                  |
| Uganda                         | NTV Uganda             | Destiny River          | 18 de março de 2014     | 17 de março de 2015    | Terça e Quarta         | 22:00                  |
| Quénia                         | NTV Kenya              | Destiny River          | 28 de abril de 2014     | 26 de setembro de 2014 | Segunda a Sexta        | 18:00                  |
| Burquina Fasso                 | Nina TV                | Destiny River          | 16 de fevereiro de 2015 | 10 de julho de 2015    | Segunda a Sexta        | 21:20                  |
| Costa do Marfim                | Nina TV                | Destiny River          | 16 de fevereiro de 2015 | 10 de julho de 2015    | Segunda a Sexta        | 21:20                  |
| Guiné                          | Nina TV                | Destiny River          | 16 de fevereiro de 2015 | 10 de julho de 2015    | Segunda a Sexta        | 21:20                  |
| Mali                           | Nina TV                | Destiny River          | 16 de fevereiro de 2015 | 10 de julho de 2015    | Segunda a Sexta        | 21:20                  |
| Senegal                        | Nina TV                | Destiny River          | 16 de fevereiro de 2015 | 10 de julho de 2015    | Segunda a Sexta        | 21:20                  |
| Togo                           | Nina TV                | Destiny River          | 16 de fevereiro de 2015 | 10 de julho de 2015    | Segunda a Sexta        | 21:20                  |
| Benim                          | Nina TV                | Destiny River          | 16 de fevereiro de 2015 | 10 de julho de 2015    | Segunda a Sexta        | 22:20                  |
| Camarões                       | Nina TV                | Destiny River          | 16 de fevereiro de 2015 | 10 de julho de 2015    | Segunda a Sexta        | 22:20                  |
| República Centro-Africana      | Nina TV                | Destiny River          | 16 de fevereiro de 2015 | 10 de julho de 2015    | Segunda a Sexta        | 22:20                  |
| Chade                          | Nina TV                | Destiny River          | 16 de fevereiro de 2015 | 10 de julho de 2015    | Segunda a Sexta        | 22:20                  |
| República Democrática do Congo | Nina TV                | Destiny River          | 16 de fevereiro de 2015 | 10 de julho de 2015    | Segunda a Sexta        | 22:20                  |
| Congo                          | Nina TV                | Destiny River          | 16 de fevereiro de 2015 | 10 de julho de 2015    | Segunda a Sexta        | 22:20                  |
| Guiné Equatorial               | Nina TV                | Destiny River          | 16 de fevereiro de 2015 | 10 de julho de 2015    | Segunda a Sexta        | 22:20                  |
| Níger                          | Nina TV                | Destiny River          | 16 de fevereiro de 2015 | 10 de julho de 2015    | Segunda a Sexta        | 22:20                  |
| Burundi                        | Nina TV                | Destiny River          | 16 de fevereiro de 2015 | 10 de julho de 2015    | Segunda a Sexta        | 23:20                  |
| Gabão                          | Nina TV                | Destiny River          | 16 de fevereiro de 2015 | 10 de julho de 2015    | Segunda a Sexta        | 23:20                  |
| Ruanda                         | Nina TV                | Destiny River          | 16 de fevereiro de 2015 | 10 de julho de 2015    | Segunda a Sexta        | 23:20                  |
| Comores                        | Nina TV                | Destiny River          | 17 de fevereiro de 2015 | 11 de julho de 2015    | Terça a Sábado         | 00:20                  |
| Djibouti                       | Nina TV                | Destiny River          | 17 de fevereiro de 2015 | 11 de julho de 2015    | Terça a Sábado         | 00:20                  |
| Madagáscar                     | Nina TV                | Destiny River          | 17 de fevereiro de 2015 | 11 de julho de 2015    | Terça a Sábado         | 00:20                  |
| Maurícia                       | Nina TV                | Destiny River          | 17 de fevereiro de 2015 | 11 de julho de 2015    | Terça a Sábado         | 01:20                  |
| Seicheles                      | Nina TV                | Destiny River          | 17 de fevereiro de 2015 | 11 de julho de 2015    | Terça a Sábado         | 01:20                  |
| Madagáscar                     | TVM                    | La Riviere du Destin   | 14 de setembro de 2015  | 1º de novembro de 2016 | Segunda a Sexta        | 20:452                 |
| Portugal                       | Globo Portugal         | Araguaia               | 18 de abril de 2016     | 6 de dezembro de 2016  | Segunda a Sexta        | 17:003                 |
| República Dominicana           | Telecentro             | Río del Destino        | 15 de agosto de 2016    | presente               | Segunda a Sexta        | 19:00                  |
| Angola                         | Globo ON               | Araguaia               | 16 de janeiro de 2017   | presente               | Segunda a Domingo      | 19:00                  |
| Moçambique                     | Globo ON               | Araguaia               | 16 de janeiro de 2017   | presente               | Segunda a Domingo      | 20:00                  |

↑1  Exibida apenas em territórios e departamentos de ultramar da França: Guadalupe, Guiana Francesa, Martinica, Mayotte, Nova Caledónia, Reunião, Polinésia Francesa, São Bartolomeu, São Martinho, São Pedro e Miquelão e Wallis e Futuna pelo canal RFO.
↑2  Exibida em capítulos de 30 minutos.
↑3  Os 6 últimos episódios foram transmitidos as 16:00.

### Outras mídias
Em 27 de março de 2023, foi disponibilizada na íntegra pelo Globoplay, como parte do Projeto Resgate.

## Música
Araguaia é a segunda telenovela das seis a ter três trilhas sonoras lançadas: uma internacional, uma nacional e uma sertaneja. A primeira foi Paraíso, em 2009: a trilha nacional, o álbum "Rádio A Voz do Paraíso" e "Tiago & Juvenal: os Violeiros da novela Paraíso". Normalmente só saem uma ou duas trilhas sonoras dessas novelas.

### Nacional
- Capa: Logotipo da novela

1. "Rios de amor" - Victor & Léo (tema de Solano e Manuela)
2. "Mentes tão bem" - Zezé Di Camargo & Luciano (tema de Solano e Estela)
3. "Companheiro" - Maria Eugênia (tema de abertura)
4. "Disparada" - Daniel (tema de Solano)
5. "Tocando em frente" - Leonardo feat. Paula Fernandes (tema de locação: Araguaia)
6. "O Amanhã É Distante (Tomorrow Is a Long Time)" - Zé Ramalho (tema de Max)
7. "Mais que a mim" "Ao vivo" - Ana Carolina e Maria Gadú (tema de Geraldo e Dora)
8. "Fotos na estante" - Skank (tema de Fred e Janaina)
9. "Jardins da babilônia – Kid Abelha (tema de Safira,Esmeralda e Ametista)
10. "O tempo" - Móveis Coloniais de Acaju (tema de Vitor)
11. "Puro Êxtase" - Barão Vermelho (tema de Nancy e Janaina)
12. "Simples" - Manno Góes (tema de Pimpinela e Nancy)
13. "Por enquanto" - Cássia Eller (tema de Estela)
14. "Felicidade" - Antônio Villeroy (tema de Beatriz)

### Sertanejo
- Capa: Murilo Rosa

1. "Adrenalina" (Ao vivo) - Luan Santana
2. "Pode Chorar" - Jorge e Mateus
3. "Baladeira" (Ao vivo) - Jeann e Júlio
4. "Tô Vendendo Beijo" (Ao vivo) - Umberto e Robaldo
5. "Xique Bacanizado" (Ao vivo) - João Carreiro e Capatás
6. "Futebol, Cervejada e Viola" (Ao vivo) - Luiz Mazza e Luciano
7. "No Ponteio da Viola" (Ao vivo) - Mayck e Lian
8. "Labirinto" (Ao vivo) - César Menotti e Fabiano
9. "Amanheceu, Peguei a Viola" - Renato Teixeira e Sérgio Reis
10. "Forrépeando" - Roberta Miranda e MV Bill
11. "Louvação" - Forró Agarradinho
12. "Catirandê" - Tais Guerino

### Internacional
- Capa: Cléo Pires

1. "I Run to You" - Lady Antebellum (tema de Manuela)
2. "I Never Told You" - Colbie Caillat (tema de Fred e Janaína)
3. "Marry Me" - Train (tema de Solano e Manuela)
4. "Steal my Kisses" - Ben Harper and the Innocent Criminals (tema de Neca)
5. "Cooler Than Me" - Mike Posner (tema geral)
6. "Tonight" - Alex Band (tema geral)
7. "My Baby Left Me" - Alexxa (tema geral)
8. "Valentino" - Diane Birch (tema de Safira, Ametista e Esmeralda)
9. "Love Me Tender" - Elvis Presley feat. Dea Norberg  (tema de Amélia e Vitor)
10. "Rollerblades" - Eliza Doolittle (tema geral)
11. "Happy" - Marina Elali (tema de Solano e Estela )
12. "Pray For You" - Jaron and the Long Road to Love (tema de Pimpinela e Nancy)
13. "This is Me, This is You" - Marit Larsen (tema de Bruno e Terezinha)
14. "Blowin' in the Wind" - Fiuk (tema de Solano)
15. "Babies in Your Dreams" - Youth Group (tema geral)

## Repercussão

### Audiência
O capítulo de estreia de "Araguaia" teve média de 26 pontos com pico de 30 na Grande São Paulo e foi o mesmo valor alcançado pelo primeiro capítulo de sua antecessora Escrito nas Estrelas.
Já o segundo capítulo registrou queda, obtendo média de 21 pontos com pico de 26 em São Paulo, caindo assim na meta da telenovela, que é 25 pontos.
Sua maior audiência ocorreu no dia 4 de janeiro de 2011, quando marcou uma média de 29 pontos. Essa mesma audiência foi repetida no dia 4 de abril. 
O último capítulo da novela não bateu recorde e marcou 26 pontos com pico de 31. Terminou com média geral de 22 pontos.

### Prêmios e indicações
A Novela Araguaia foi indicada em 2011 ao Emmy Internacional na categoria melhor telenovela, mas perdeu o troféu para a novela Laços de Sangue, uma co-produção da TV Globo com a emissora portuguesa SIC
| Ano  | Prêmio             | Categoria     | Indicação  | Resultado | Ref.   |
| ---- | ------------------ | ------------- | ---------- | --------- | ------ |
| 2011 | Prêmio Extra de TV | Melhor novela | Araguaia   | Indicado  | [ 50 ] |
| 2011 | Prêmio Extra de TV | Melhor atriz  | Cléo Pires | Indicada  | [ 51 ] |